# Clann Zú
Clann Zú (Клан Зу) — австралійсько-ірландський музичний гурт, що існував з 1999 по 2005 роки.

## Історія
Учасники Clann Zú здійснили поєднання різних музичних стилів, як-то панку, кельтського року, фолку, електронної та класичної музики. Хоча більшість пісень гурту є англомовними, деякі з них містять окремі фрази ірландською, при чому є щонайменше чотири пісні, повністю написані цією мовою: «Éist», «T-éan Bán», «An Deireadh Scéal»  та « An Bád Dubh». Автором усіх текстів є вокаліст Деклан де Барра.
Анімаційне відео на пісню «Five Thousand More», яке створив вокаліст де Барра, було продемонстровано на багатьох фестивалях, включно із 47-им Міжнародним Кінофестивалем у Корку. Також музиканти випустили анімаційне відео на пісню «Crashing to the Floor» 2003 року.
Про припинення існування гурту було повідомлено в травні 2005 на офіційному сайті: 

| «Clann Zú з жалем змушений повідомити, що він припиняє концертну на записувальну діяльність. Таким є життя гурту. Бенджамін та Лаям продовжать діяльність з My Disco на лейблі Crashing Jets, а Деклан де Барра займатиметься своїм сольним проектом. Оригінальний текст (англ.) «Clann Zú regret to announce that it is no longer continuing to tour or record. Such is the life of a band. Benjamin and Liam will continue to tour and record with My Disco on the Crashing Jets label and Declan de Barra will continue with his own solo project.» |

## Учасники
- Бенджамін Ендрюз (Benjamin Andrews) — електрогітара
- Рассел Фоукус (Russell Fawcus) — електроскрипка, клавішні
- Деклан де Барра (Declan de Barra) — спів, боран
- Лаям Ендрюз (Liam Andrews) — бас-гітара
- Лех Вуден (Lach Wooden) — sound manipulation

## Дискографія
- Clann Zú EP (2000, самвидав)
- Demos For Black Coats & Bandages (2002)
- Red-Emitting Light Organ EP (2003)
- Rua (2003, G7 Welcoming Committee Records)
- Black Coats & Bandages (2004, G7 Welcoming Committee Records)